# 蒙莱翁 (萨拉曼卡省)
蒙莱翁，是西班牙卡斯蒂利亚-莱昂萨拉曼卡省的一个市镇。 总面积19平方公里，总人口127人（2001年），人口密度7人/平方公里。